# Ладыгино (Курская область)
Ладыгино — деревня в Дмитриевском районе Курской области. Входит в состав Крупецкого сельсовета.

## География
Расположена на одном из холмов в одном километре от Дмитриева и в 86 километрах от Курска. 

## Население
| 1862 | 2002 | 2010 |
| ---- | ---- | ---- |
| 588  | ↘327 | ↘284 |

Количество домов 176.

## Инфраструктура
Деревня делится на 5 безымянных улиц. До 1974 года на территории деревни располагалась школа начальных классов. На сегодняшний момент дороги в деревне имеют грунтовое покрытие. Отсутствует электроосвещение улиц, а также централизованные мусорные баки.